# Digitalian is remixing
『Digitalian is remixing』（デジタリアン・イズ・リミキシング）は、小室哲哉が2012年3月21日に発売したリミックス・アルバムである。

## 解説
- 当初、タイトルは『Digitalian is eating breakfast: Remixes』であった[1]。
- 「GRAVITY OF LOVE」、「I WANT YOU BACK」、「SPEED TK RE-MIX」のリミックスの収録もアナウンスされていたが、見送られた[1]。
- DOMMUNEでのライブをもとにしたDVD『TETSUYA KOMURO Special Live @DOMMUNE (TK Presents BROADJ #332)』と同時発売。
- リミックスを担当しているクリエーターの多くは過去に小室の作品に関わった小室の知人が多い。

## 収録曲
1. RUNNING TO HORIZON [TETSUYA KOMURO]
  - 1stシングルのリミックスバージョンで、ボーカルも新たに録り直されている。
2. Vienna feat. Miu Sakamoto & KREVA [Remixed by "Mix Master" Pete Hammond]
  - リミックスを担当したPete Hammondは、1989年にリリースされたTM NETWORKのGET WILD '89をアレンジしたり、trfやEUROGROOVEなどの作品のミックスを手がけたりしている。
3. Go Crazy feat. Krayzie Bone & K-C-O [Remixed by Dave Pensado & Drew Adams]
4. Every feat. Mitsuhiro Hidaka (AAA) a.k.a. SKY-HI & K-C-O [Remixed by ArmySlick]
5. Years Later feat. VERBAL (m-flo) [Remixed by Shinnosuke (SOUL'd OUT / S'capade)]
6. Free My Mind feat. Mitsuhiro Hidaka (AAA) a.k.a. SKY-HI [Remixed by Nick Wood & Big Al]
  - 本楽曲の小室のパートの作詞もNick Woodが手掛けている。
7. L.W.R feat. Misako Uno, Naoya Urata (AAA) & Wataru Yoshida (Purple Days) [Remixed by Jan Fairchild]
8. Carry On [Remixed by RAM RIDER]
  - RAM RIDERは2011年の8月にリリースされたglobeのリミックスアルバム『house of globe』でLove againのリミックスも担当している。
9. Ayrton feat. Naoya Urata (AAA) [Remixed by nishi-ken]
10. THX A LOT / a-nation's party [Remixed by Dave Ford & Ian Curnow]
  - Dave Fordは90年代に小室がプロデュースした楽曲の多くをミックスしており、2000年代のglobeやTM NETWORKのアルバムのミックスも手掛けている。小室の古くからの友人でもある。
11. GET INTO YOU SUDDENLY / BALANCe [TETSUYA KOMURO]
12. 背徳の瞳〜Eyes of Venus〜 (Instrumental) / V2 [TETSUYA KOMURO]